# مستقبل شبيه بريغ-1

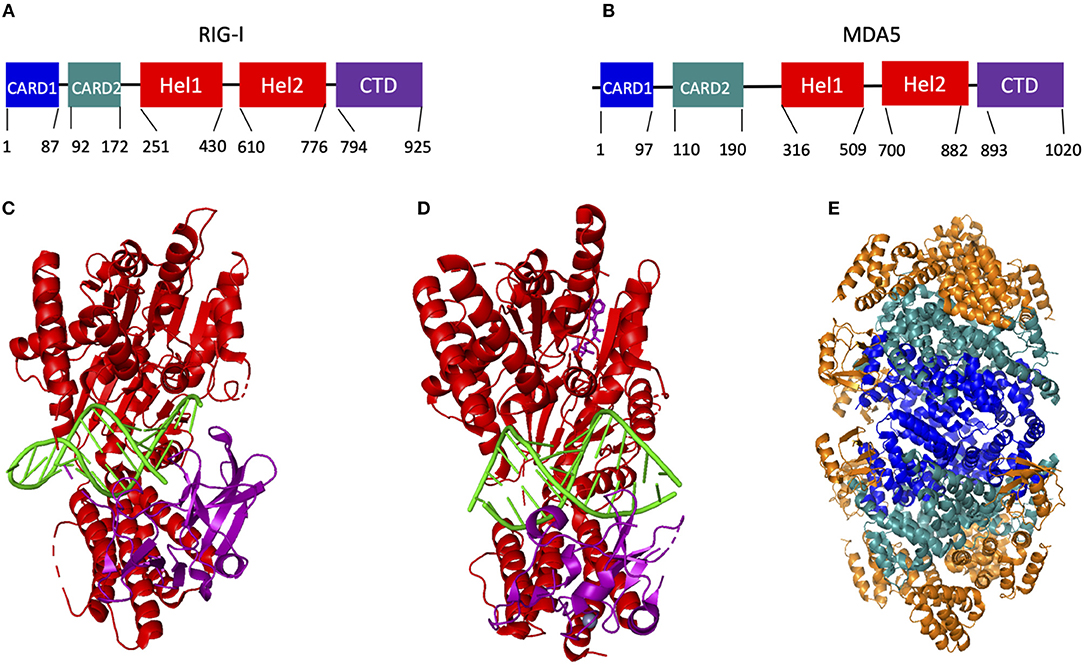
هيكل مستقبلات استطلاع العناصر الجزيئية RIG-I (A-C) و MDA5 (B-D) وبروتين الإشارات المضادة للفيروسات الميتوكوندريا (E)

المستقبل الشبيه بريغ-1 (بالإنجليزية: RIG-I-like receptor)‏ واختصارا (رلر: RLR) هو نوع من مستقبلات التعرف على النمط داخل الخلوية [الإنجليزية] وله دور في تعرُّف جهاز المناعة الفطري على الفيروسات. ريغ-1 (الجين المحفز لحمض الرتينويك 1 ويعرف كذلك باسم DDX58) هو أفضل مستقبل تم توصيف خصائصه في عائلة المستقبلات الشبيهة بريغ-1. إلى جانب بروتيني MDA5 [الإنجليزية] (البروتين المرتبط بتمايز الميلانوما 5) وبروتين LGP2 (مختبر علم الجينات والفيسيولوجيا 2)، هذه العائلة من مستقبلات التعرف على النمط السيتوبلازمية حراسٌ يتعرفون على الرنا الفيروسي داخل الخلوي الناتج عن الإصابة بالفيروسات. توفر المستقبلات الشبيهة بريغ-1 خط دفاع متقدم ضد الإصابة بالفيروسات في معظم الأنسجة.

## ربائط المستقبلات الشبيهة بريغ-1
يفضل مستقبل ريغ-1 الارتباط برنا مفرد أو مزدوج السلسلة قصير (أقل من 2000 زوج قاعدي) يحمل 5' ثلاثي فوسفات غير مقبّع بالإضافة إلى طوابع أخرى مثل طوابع الرنا [الإنجليزية] الغنية بعديد اليوريدين. يحفز ريغ-1 الاستجابة المناعية ضد فيروسات الرنا من عائلات متنوعة من بينها: الفيروسات المخاطية (الحصبة)، الفيروسات الربدية (فيروس التهاب الفم الحويصلي) وفيروسات الإنفلونزا (فيروس الإنفلونزا أ). توصيف خصائص ربائط بروتين MDA5 ضعيف، لكنه يفضل الارتباط بالرنا مزدوج السلاسل الطويل (أطول من 2000 زوج قاعدي)، مثل جزيئات الرنا المنسوخة عن الرنا الجينومي للفيروسات البيكورناوية المتواجدة في الخلايا المصابة بالفيروسات البيكورناوية. يرتبط LGP2 بالرنا مزدوج السلاسل كليل النهاية [الإنجليزية] من مختلف الأطوال، كما يرتبط بـMDA5 المرتبط بالرنا لتنظيم تكون الخيط.